# 借物抒情
借物抒情，指描寫物象來寄託感情，是一種間接抒情的方法。所描寫的物象在外形和特質上，必須與所寄託的感情有相似的地方，這種寫作方法可以含蓄地表達感情。
借景抒情不同於託物言志。是指作者帶著強烈的主觀感情去描寫客觀景物，把自身所要抒發的感情、表達的自己的心情寄寓在此景此物中，透過描寫此景此物予以抒發，這種抒情方式叫借景或借物抒情。通過景物來抒情，是一種寫作手法。它的特點是“景生情，情生景”，情景交融，渾然一體。在文章中只寫景，不直接抒情，以景物描寫代替感情抒發，也就是王國維説的「一切景語皆情語」。
范例：这一刻，他孤立无助，似如那风中的墙头小草一般，只能随风飘摇。